# Красный сельсовет (Ставропольский край)
Кра́сный сельсове́т — упразднённое сельское поселение в составе Грачёвского района Ставропольского края Российской Федерации.
До 2004 года назывался Красносельский сельсовет.

## География
Находится в центральной Грачёвского района.

## История
С 16 марта 2020 года, в соответствии с Законом Ставропольского края от 31 января 2020 г. № 6-кз, все муниципальные образования Грачёвского муниципального района были преобразованы путём их объединения в единое муниципальное образование Грачёвский муниципальный округ.

## Население
| 1989  | 2002  | 2010  | 2011  | 2012  | 2013  | 2014  | 2015  | 2016  |
| ----- | ----- | ----- | ----- | ----- | ----- | ----- | ----- | ----- |
| 2328  | ↗2674 | ↘2558 | →2558 | ↗2562 | ↗2586 | ↘2555 | ↘2528 | ↘2520 |
| 2017  | 2018  | 2019  | 2020  |       |       |       |       |       |
| ↗2542 | ↘2511 | ↘2492 | ↗2504 |       |       |       |       |       |

### Национальный состав
По итогам переписи населения 2010 года проживали следующие национальности (национальности менее 1 %, см. в сноске к строке "Другие"):
| Национальность | Численность | Процент |
| -------------- | ----------- | ------- |
| Русские        | 2026        | 79,20   |
| Армяне         | 292         | 11,42   |
| Украинцы       | 74          | 2,89    |
| Немцы          | 63          | 2,46    |
| Лезгины        | 27          | 1,06    |
| Другие         | 76          | 2,97    |
| Итого          | 2558        | 100,00  |

## Состав сельского поселения
| № | Населённый пункт | Тип населённого пункта       | Население |
| - | ---------------- | ---------------------------- | --------- |
| 1 | Красное          | село, административный центр | ↘2298     |
| 2 | Нагорный         | хутор                        | ↗300      |

## Местное самоуправление
- Совет депутатов сельского поселения Красный сельсовет, состоит из 10 депутатов, избираемых на муниципальных выборах по одномандатным избирательным округам сроком на 5 лет
- Администрация сельского поселения Красный сельсовет

Председатели совета депутатов
Главы администрации
- c 08 сентября 2013 года — Полтавский Юрий Александрович, глава поселения
- Жирнов Валерий Юрьевич[18]

## Инфраструктура
- Культурно-досуговый центр

## Образование
- Детский сад № 7
- Средняя общеобразовательная школа № 4

## Русская православная церковь
- Храм св. апостолов Петра и Павла[19]

## Эпидемиология
- Находится в местности, отнесенной к активным природным очагам туляремии[20]

## Памятники
- Братская могила 90 партизан, погибших в годы гражданской войны. 1918—1920, 1977 гг.[21]
- Памятник В. И. Ленину. 1952 год[22]